# アイラちゃん
アイラちゃんは、パチンコ・スロット店『アイランド』のイメージキャラクター。『コチンPa!』のタイトルでテレビアニメ化されている。

## 概要
パチンコ・スロット店を営業する企業アイランドのマスコットキャラクターとして制作され、『パチンコの日』の人気投票では1位を獲得した。複数のメディアミックス化を行い、2015年にはパチンコホール業界で初めてコミックマーケットへ参加した。マスコットの『アイラちゃん』に加え、漫画版のオリジナルキャラクターを含めてアニメ化されている。

## キャラクター
アイラ
声 - Pile（店内放送、アニメ1・2期） / 三森すずこ（アニメ3期）
誕生日は4月20日、血液型はA型。（公式サイトより）
アイランドの赤髪のマスコットキャラクター。うさぎ系悪魔。アニメではいじられキャラ。
イメージカラーは赤。
シマ
声 - 井口裕香
誕生日は12月25日、血液型はAB型。（公式サイトより）
漫画及び青い髪のアニメオリジナルキャラクター。ネコ系悪魔。
イメージカラーは青。
はな
声 - 花澤香菜
誕生日は8月11日、血液型はO型。（公式サイトより）
漫画及び金髪のアニメオリジナルキャラクター。リス系悪魔。
イメージカラーは黄色。
露血ッ斗先生（ロケットせんせい）
声 - ふかわりょう
アニメ3期より登場。アイドル研究会顧問。

## 漫画
『3LDK -LOVELY DEVILS KINGDOM』の題で公式サイトにて連載されている。

## テレビアニメ
『コチンPa!』のタイトルでテレビアニメ化され、TOKYO MXにて深夜アニメのCM枠にて2015年12月から2016年5月まで放送された。本編15秒。『15秒TVアニメシリーズ コチンPa!』と表記されることもある。隔週新作を放送し、放送後は順次YouTubeにアップロードされる。
最終回を放送後は、キャラクターソングを用いたアイランドのCMを放送する。
2016年12月から2017年5月まで第2期『コチンPa! 2nd』を放送。新作の放送が毎週に変更された。
2018年10月から12月まで第3期『でびどる！』が放送。放送時間が伸び、15分枠での放送となる。第3話と第4話はスタッフのミスにより、順番が逆に放送された。

### スタッフ

#### 1・2期
- Dir・原案 - まさたかP、菅原そうた
- 監督・脚本 - 菅原そうた
- キャラクターデザイン - wogura
- 3D Model - やまもと
- アートディレクター - ﾏｸｰ
- 主題歌 - buzzG
- BGM・SE - うたたP
- 企画・プロデューサー・映像 - まさたかP

#### 3期
- 原作 - 雛形あかね
- 監督 - 菅原そうた
- 脚本 - 長部一幸、菅原そうた、まさたか
- メインキャラクターデザイン・キャラクターCG - Lat
- 露血ッ斗先生キャラクターデザイン・イラスト - 為壮顕
- CGアニメーションディレクター - ポンポコP
- 編集 - イン・プラン
- 音響制作 - 小林剛
- 音響効果 - 徳永義明
- 音楽 - 砂守岳央、松岡美弥子（未来古代楽園）
- プロデューサー・その他全部 - まさたか
- 制作 - アイランド、XIV inc
- 著作 - コチンPa!製作委員会

### 音楽

#### キャラクターソング
「⇒NEXT WORLD⇒」
作詞 - 安田尊行 / 作曲 - SEI☆SHIN / 歌 - アイラ（Pile）
「スーパースターになりたい」
作詞・作曲 - buzzG / 歌 - はな（花澤香菜）
「じゃんばりworker」
作詞・作曲 - 砂守岳央（未来古代楽団） / 歌 - シマ（井口裕香）

#### 主題歌（第3期）
オープニングテーマ「デビル☆アイドル」
作詞・作曲・編曲 - 砂守岳央・沙P（未来古代楽団）/歌 -アイラ（三森すずこ、第1話 - 第7話）、シマ（井口裕香、第1話 - 第6話、第8話）、はな（花澤香菜、第1話 - 第6話、第9話）、菅原そうた（第10話）
エンディングテーマ
アイラテーマソング「アイドルなんてならない」
作詞・作曲 - ROCKETMAN / 歌 - アイラ（三森すずこ）

### 各話リスト
| 話数       | サブタイトル                                               |
| 第1期      | 第1期                                                      |
| ---------- | ---------------------------------------------------------- |
| 第01話     | パラリラアイラ                                             |
| 第02話     | ちょびっとアイラ                                           |
| 第03話     | んーアイラ                                                 |
| 第04話     | コーヒーギフトはアイラ                                     |
| 第05話     | スーパーアイラ                                             |
| 第06話     | 露骨にアイラ                                               |
| 第07話     | つきつめるとアイラ                                         |
| 第08話     | とにかくアイラ                                             |
| 第09話     | アイス                                                     |
| 第10話     | インパクトアイラ                                           |
| 第11話     | ランドセルアイラ                                           |
| 第12話     | 怒涛の最終回アイラ                                         |
| 第2期      |                                                            |
| 第01話     | まさかの続編再起動!?帰ってきたよ皆さん『コチンにパ！』の巻 |
| 第02話     | 2期はなんと24話編成だよ！の巻                              |
| 第03話     | クリスマスはやっぱりプレゼント♪の巻                        |
| 第04話     | まさかの画面サイズの巻                                     |
| 第05話     | コチンPa!お正月特番！の巻                                  |
| 第06話     | 8等身でキャラソン踊った事についての巻                      |
| 第07話     | 私、シマちゃんのPV見て、思う事があるんです！の巻           |
| 第08話     | がんばれアイラカメラマンの巻                               |
| 第09話     | アイラ監督のシマのPVどうだった？の巻                       |
| 第10話     | 今度はシマがカメラマン!?の巻                               |
| 第11話     | シマ監督のはなのPVどうだった？の巻                         |
| 第12話     | コチンPa!の中の人!?の巻                                    |
| 第13話     | CVが入れ替わってみたの巻                                   |
| 第14話     | CVが入れ替わってみたの巻パート2                            |
| 第15話     | ＜天の声＞の巻                                             |
| 第16話     | 今週もアイラだけ尺足らずの巻                               |
| 第17話     | アイラの魔法の巻                                           |
| 第18話     | シマの魔法の巻                                             |
| 第19話     | はなの魔法の巻                                             |
| 第20話     | さらばおやっさん！の巻                                     |
| 第21話     | 待ってますよ！おやっさん！の巻                             |
| 第22話     | 今週は背景が違うけど!?の巻                                 |
| 第23話     | 中身のあるアニメ！の巻                                     |
| 第24話     | それではみなさんまたいつかどこかで『コチンにパ！』の巻     |
| でびどる！ |                                                            |
| 1時間目    | アイドルって食べ物？                                       |
| 2時間目    | ラブラブマシーン                                           |
| 3時間目    | ブランチレポーター                                         |
| 4時間目    | 行くぜ強盗少女                                             |
| 5時間目    | サイサイ                                                   |
| 6時間目    | ディアステーキ                                             |
| 7時間目    | マンモスうれP                                              |
| 8時間目    | お面女子                                                   |
| 9時間目    | 一日警察署長                                               |
| 10時間目   | 初めての音39                                               |
| 11時間目   | アイドル黄金期                                             |
| 12時間目   | 新しいMAP                                                  |
| 13時間目   | でびどる！総集編                                           |

### 放送局
| 放送期間                 | 放送時間                    | 放送局   | 対象地域 | 備考 |
| ------------------------ | --------------------------- | -------- | -------- | ---- |
| 2018年10月5日 - 12月28日 | 金曜 1:05 - 1:20 (木曜深夜) | TOKYO MX | 東京都   |      |